# Liu Haili
Dans ce nom chinois, le nom de famille, Liu, précède le nom personnel.
Liu Haili (chinois : 刘 海莉), née le 24 décembre 1984 à Haicheng, est une athlète chinoise spécialiste de l'heptathlon. 

## Biographie

### Palmarès
| Date | Compétition                  | Lieu    | Résultat | Épreuve    | Performance |
| ---- | ---------------------------- | ------- | -------- | ---------- | ----------- |
| 2006 | Championnats d'Asie en salle | Pattaya | 2e       | Pentathlon | 4 220 pts   |
| 2007 | Jeux asiatiques en salle     | Macao   | 2e       | Pentathlon | 4 063 pts   |
| 2008 | Jeux olympiques              | Pékin   | 20e      | Heptathlon | 6 041 pts   |
| 2009 | Jeux asiatiques en salle     | Hanoï   | 2e       | Pentathlon | 3 908 pts   |

### Records
| Épreuve               | Performance | Lieu    | Date            |
| --------------------- | ----------- | ------- | --------------- |
| Heptathlon            | 6 132 pts   | Nankin  | 18 octobre 2005 |
| Pentathlon (en salle) | 4 220 pts   | Pattaya | 10 février 2006 |